# ハミルトンプール

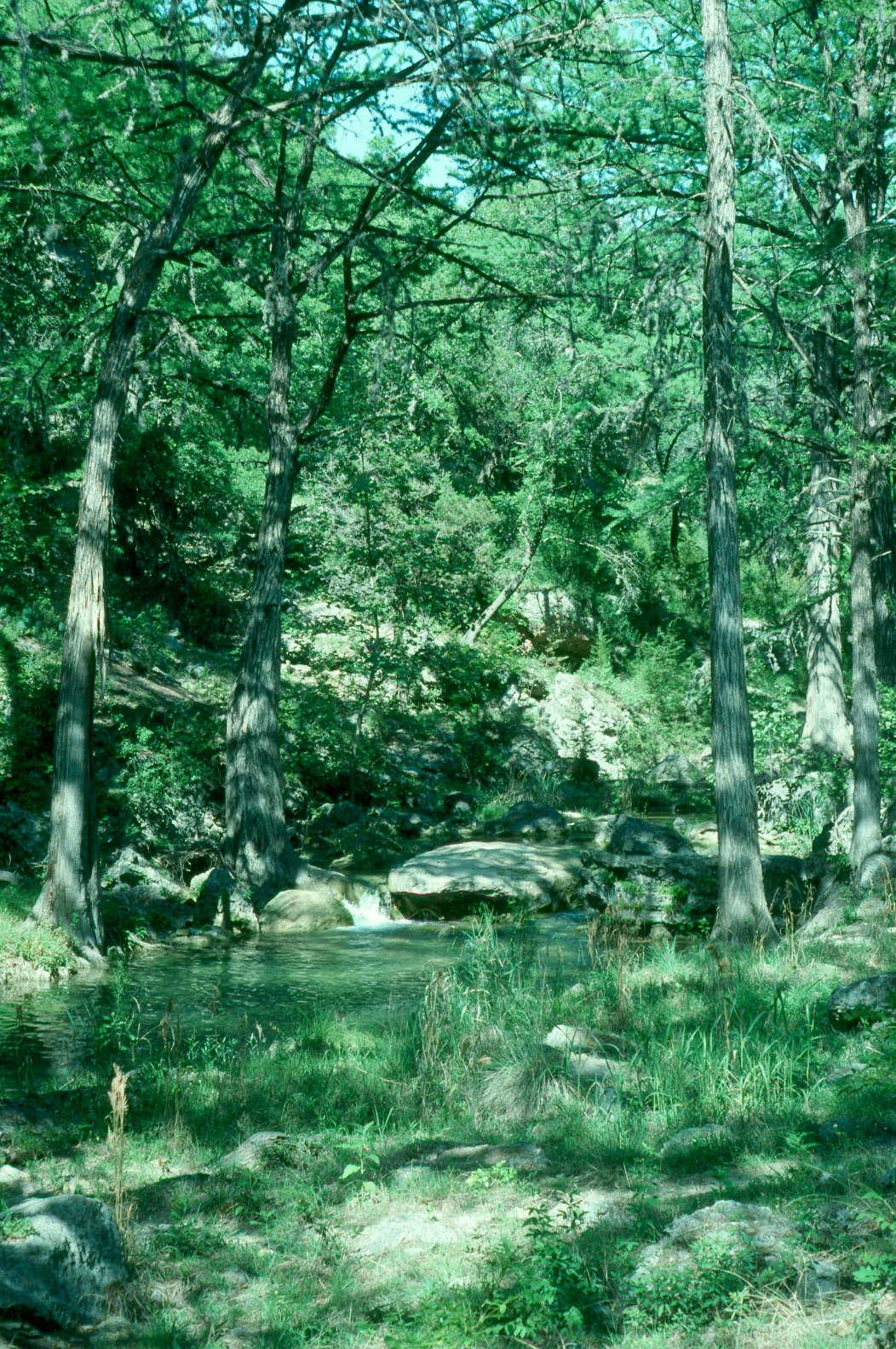
湖から流れ出る小川

ハミルトンプールは、アメリカ合衆国テキサス州のオースティンにある半地下の湖。数千年前、地下水脈の通る洞窟が侵食で崩壊してできた。テキサス州オースティンの西約37kmの地点、テキサス州道71号線の脇にある。ピクニック、ハイキング、水泳、自然観察などを楽しむことができる。

## 自然
見どころは、ドームの上、高さ14mから流れ落ちる滝である。カメや小魚などが生息しており、厳しく保護されている。
ある種のラン (Epipactis gigantea) やクスノキの仲間 (Persea borbonia) が自生している。

## 歴史
トラヴィス郡立公園となる前は私有地であったが、湖やドーム、パードナレス川にそそぐ森に囲まれた小川への観光客の立ち入りは認められており、観光客はドームの上から湖を見下ろしたり、湖へ歩いて降りることができた。ドームの上から湖へ飛び込んだ現地の大学生のことがよく話題になった。現在は該当部分への立ち入りは禁止されている。
1990年の映画『ホット・スポット』で、女優のジェニファー・コネリーが湖で泳いでいる。2007年の映画 Teeth で何度も登場した。